# 3585 Goshirakawa
3585 Goshirakawa eller 1987 BE är en asteroid i huvudbältet som upptäcktes den 28 januari 1987 av de båda japanska astronomerna Takeshi Urata och Tsuneo Niijima i Ojima. Den är uppkallad efter den japanske kejsaren Go-Shirakawa.
Asteroiden har en diameter på ungefär 14 kilometer.